# Philotrypesis quadrisetosa
Philotrypesis quadrisetosa är en stekelart som först beskrevs av John Obadiah Westwood 1883.  Philotrypesis quadrisetosa ingår i släktet Philotrypesis och familjen fikonsteklar. Inga underarter finns listade i Catalogue of Life.